# Prodajus gastrosacci
Prodajus gastrosacci är en kräftdjursart som beskrevs av Pillai 1964. Prodajus gastrosacci ingår i släktet Prodajus och familjen Dajidae. Inga underarter finns listade i Catalogue of Life.